# Боцієв Барон Татарійович
Баро́н Тата́рійович Боці́єв  (*13 вересня 1901 — †20 липня 1944) — осетинський письменник. 
Член ВКП(б) з 1926.
Родом з Північної Осетії. 
Закінчив Комуністичний університет трудящих Сходу в Москві (1928) та аспірантуру Північно-Осетинського науково-дослідного інституту за спеціальністю «осетинська філологія» (1935). 
Почав писати 1925. Автор збірок поезій «Хвилі боротьби» (1928), «Радість Жовтня» (1937), «Вірші та поеми» (1941) і роману «Розбиті кайдани» (1935) про тяжку долю горян до революції, їх визвольну боротьбу. У 1936 році Боцієв написав знаменитий в осетинській літературі роман «Розбитий ланцюг». Дія роману, що охоплює період Першої світової і Громадянської війни, відбувається в горах Північної Осетії і Владикавказі. Письменник зобразив важкі картини убогості і убогості, темряви і затурканості горян. В дні Другої світової війни написав поему «Партизан Бібо», цикл віршів «Відважний Хадзимирза».